# Triparmaceae
Triparmaceae é uma família de microalgas marinhas da ordem Parmales da classe Bolidophyceae, com distribuição cosmopolita nos oceanos e mares. Caracterizam-se por apresentarem uma parede celular composto por 5-8 placas de sílica interligadas com formas distintas.

## Descrição
A etimologia do nome vem de parma o termo utilizado pelos romanos para designar um escudo redondo pequeno utilizado pela infantaria e cavalaria, numa alusão às placas de sílica que recobrem as Parmales.
Este grupo de organismos foi inicialmente considerado como pertencente ao grupo dos Choanoflagellata com lorica, mas estudos posteriores mostraram que pertencem a um filo inteiramente separado pois a presença de cloroplastos coloca-os entre os heterocontes (Stramenopiles) fotossintéticos.
O grupo é dividido em duas categorias morfológicas distintas: (1) a forma bolidófita nua e móvel; e (2) a forma não móvel e recoberta por placas de sílica. A forma bolidófita carece de placas de sílica e possui dois flagelos desiguais inseridos ventralmente, com morfologia vagamente reminiscente de Chlamydomonas. A forma não móvel (parmelana) é similar às diatomáceas, já que é recoberta por placas de sílica. Estas placas são usadas para dividir as Parmales em géneros distintos com base no número e localização das placas de sílica. Ao contrário das diatomáceas, as Parmales são capazes de crescer em ambientes em que a disponibilidade de ácido silicíco em solução é factor limitante, porque a síntese das placas de sílica não está directamente ligada ao crescimento ou à reprodução.
As Parmales alimentam-se activamente de nanofitoplâncton, especialmente dos géneros Prochlorococcus e Synechococcus, e são um dos mais importantes predadores dessas cianobactérias em águas oligotróficas. Essa heterotrofia desenvolvida por este grupo serve como um passo importante na base da cadeia trófica oceânica conhecida por «circuito microbiano».

## Taxonomia e sistemática
O clado Parmales foi inicialmente colocado entre as Chrysophyceae, mas estudos de genética molecular realizados em 2016 mostram que o grupo pertence às Bolidophyceae. Com a sua presente circunscrição taxonómica a família Triparmaceae integra:
- Classe Bolidophyceae Guillou & Chretiennot-Dinet 1999[9]
  - Ordem Parmales Booth & Marchant 1987
    - Família Triparmaceae Booth & Marchant 1988
      - Género Tetraparma Booth 1987
        - T. catinifera 
        - T. gracilis 
        - T. insecta Bravo-Sierra & Hernández-Becerril 2003
        - T. pelagica Booth & Marchant 1987
        - T. silverae Fujita & Jordan 2017
        - T. trullifera Fujita & Jordan 2017

      - Género Triparma Booth & Marchant 1987
        - T. columacea Booth 1987
        - T. eleuthera Ichinomiya & Lopes dos Santos 2016
        - T. laevis Booth 1987
        - T. mediterranea (Guillou & Chrétiennot-Dinet) Ichinomiya & Lopes dos Santos 2016
        - T. pacifica (Guillou & Chrétiennot-Dinet) Ichinomiya & Lopes dos Santos 2016
        - T. retinervis Booth 1987
        - T. strigata Booth 1987
        - T. verrucosa Booth 1987